# Paint (paard)

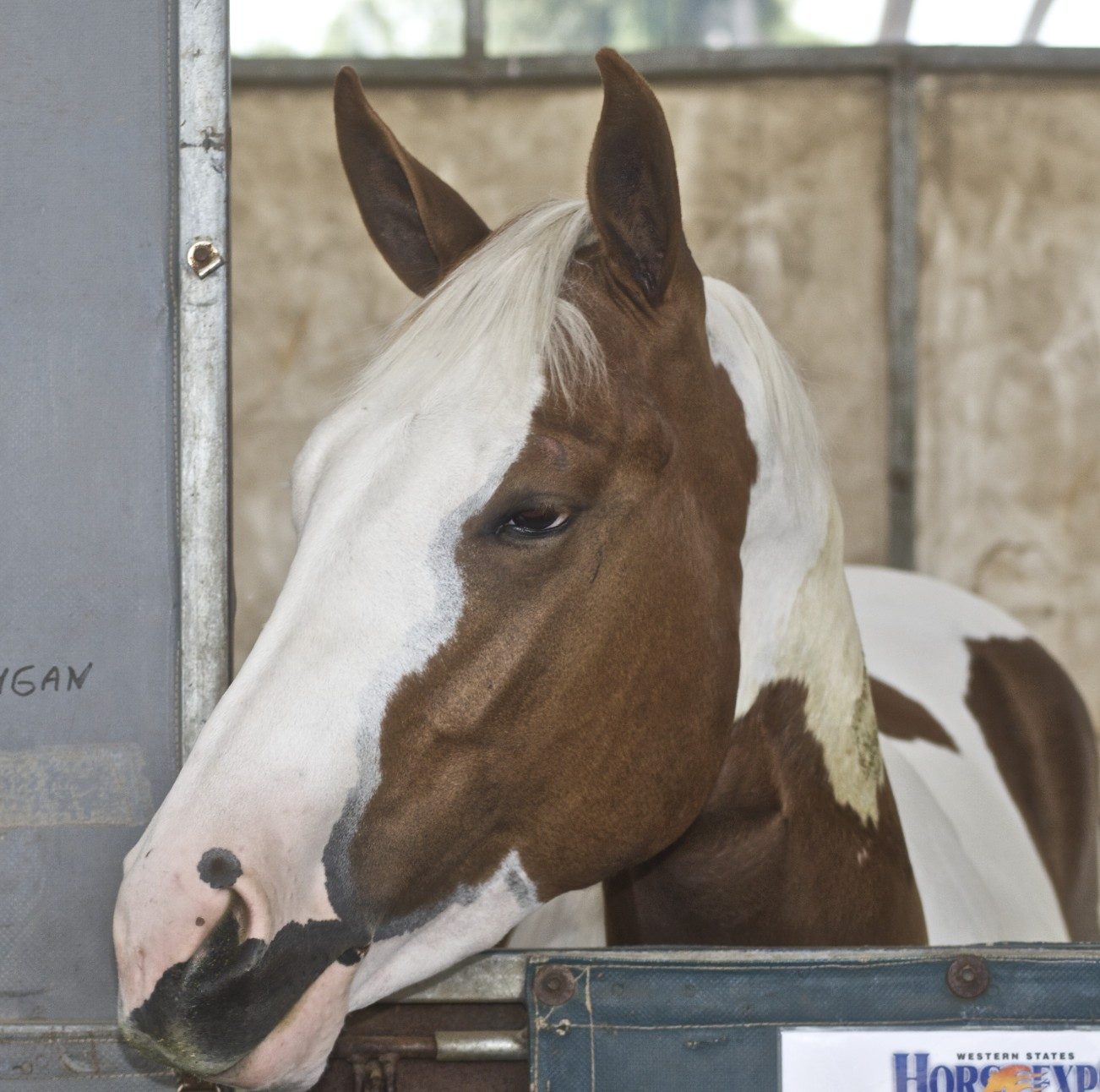
Paint

De paint is een Amerikaans paardenras. De paarden hebben een bontgevlekte vacht en een zachtaardig karakter.

## Gebruik
In Nederland wordt de paint vooral gezien als een echt westernpaard en wordt het in bijna alle takken van de westernsport gebruikt. In Amerika wordt het paard meer ingezet en worden er ook races mee gehouden. Daar zijn de paarden ook actief in de dressuur, in het springen of worden ze gewoon voor de kar gespannen. In Nederland worden ze ook voor dressuur, springen en western gebruikt.

## Stamboek
Dit ras is geregistreerd bij de American Paint Horse Association (APHA). Ze zijn sterk verwant aan het American Quarter Horse.
Om in het register te worden opgenomen, moeten de paarden aan bepaalde kleureneisen voldoen. Een eerste eis is een witte aftekening boven de knie.

## Geschiedenis
In 1519 zeilde de Spaanse ontdekkingsreiziger Hernando Cortez naar de Nieuwe Wereld om zijn heil daar te zoeken. Om zijn groep te helpen het land te verkennen, brachten zij paarden mee vanuit Europa. De Spaanse historicus Diaz del Castillo, onderdeel van het gezelschap, beschreef een van de paarden als een 'pinto met witte sokken op zijn voorbenen'. Een ander paard was een 'donkere roan met witte vlekken'. Dit zijn de eerste bekende beschrijvingen van de paint.
Begin 17e eeuw waren de Amerikaanse vlakten rijkelijk bevolkt door wilde paardenkuddes, waaronder ook het apart getekende bonte paard. Door hun snelheid en souplesse werden zij vaak gevangen en getemd door de indianen. Met name de Comanche-stam was liefhebber van dit paard. Bewijzen hiervan zijn te vinden op oude schilderingen op buffelhuid die zijn teruggevonden.
De paint had vele namen in de navolgende eeuw, zoals pinto, paint, skewbald of piebald. Omstreeks 1950 werd een groep opgericht om zich te richten op het behoud van het gevlekte paard: de Pinto Horse Association.
Er bleef echter een sterke behoefte aan een westernpaard dat niet alleen de kleuren, maar ook de capaciteiten bezat die zo graag gezien werden bij dit paard. Er moest een nieuw stamboek worden opgericht dat zich met al deze zaken zou gaan bezighouden. Rebecca Tyler Lockhart verzamelde een groep enthousiastelingen en organiseerde een kleine show in het zuiden van Amerika. Na deze show begon het balletje echt te rollen. Een halfjaar later, aan haar keukentafel, documenteerde Lockhart de stamboom van de allereerste 'American Paint Horse': de zwart-witte tobianohengst Bandits Pinto van de Flying M Ranch, McKinney, Texas.